# Stig Fredriksson
Stig Fredriksson (* 6. März 1956 in Sorsele) ist ein ehemaliger schwedischer Fußballnationalspieler, der mittlerweile als Trainer tätig ist.

## Laufbahn
Fredriksson spielte zunächst für Västerås SK. 1980 holte Sven-Göran Eriksson ihn zum IFK Göteborg, für den der Verteidiger in der Allsvenskan spielte. 1982 gelang überraschend der Erfolg im UEFA-Pokal, der 1987 wiederholt werden konnte. Fredriksson wurde zudem mehrmals schwedischer Meister und Pokalsieger mit dem Klub. 1987 beendete er seine aktive Laufbahn.
Fredriksson war außerdem schwedischer Nationalspieler. Er spielte 58 Mal für die Landesauswahl, davon bestritt er 15 Partien als Mannschaftskapitän. Da seine aktive Zeit in eine schlechte Phase der Nationalmannschaft fiel, verpasste er die Teilnahme an großen Turnieren.
Nach Ende seiner aktiven Laufbahn wechselte Fredriksson auf die Trainerbank. Zunächst betreute er als Trainerassistent die U21-Nationalmannschaft Schwedens. Später war er Trainer bei Västra Frölunda IF.

## Erfolge
- UEFA-Pokal-Sieger: 1982, 1987
- Schwedischer Meister: 1982, 1983, 1984, 1987
- Schwedischer Pokalsieger: 1982, 1983